# 828

## Události
- Vysvěcený Nitranský kostel

## Narození
- Boris I., bulharský kníže († 2. května 907)

## Hlavy států
- Papež – Řehoř IV.
- Anglie
  - Wessex a Kent – Egbert
  - Mercie – Wiglaf
- Franská říše – Ludvík I. Pobožný + Lothar I. Franský
- První bulharská říše – Omurtag
- Byzanc – Michael II.
- Svatá říše římská – Ludvík I. Pobožný + Lothar I. Franský